# نیکو رزبرگ
نیکو رُزبرگ (آلمانی: Nico Rosberg؛ زاده ۲۷ ژوئن ۱۹۸۵) راننده بازنشسته فرمول یک اهل کشور آلمان است. او قهرمان رقابت های فرمول یک قهرمانی جهان در سال ۲۰۱۶ است.
روزبرگ در سال ۲۰۰۵ به تیم ویلیامز پیوست و به عنوان راننده آزمایشی در مسابقات فرمول یک شرکت کرد. در فصل بعد، در ۱۸ مسابقه رانندگی کرد و در پایان فصل در جای هفدهم ایستاد. روزبرگ در آغاز فصل ۲۰۱۰ به تیم مرسدس پیوست و در پنجمین سال حضور در این تیم، برای نخستین بار در پایان فصل ۲۰۱۴ با کسب ۳۱۷ امتیاز در سکوی دوم مسابقات فرمول یک قرار گرفت. او این عنوان را در سال ۲۰۱۵ نیز با کسب ۳۲۲ امتیاز تکرار کرد.
سال ۲۰۱۶ را با چهار پیروزی پیاپی آغاز کرد و با هم تیمی اش لوئیز همیلتون اختلاف قابل توجهی ایجاد کرد.
پس از آن هم تیمی او در مرسدس در جدول کلی رانندگان به او رسید اما روزبرگ با سه پیروزی متوالی در اسپا، مونزا و سنگاپور به صدر جدول بازگشت.
پیش از گرندپری آمریکا در آستین، روزبرگ با اختلاف خوب ۳۳ امتیازی بالاتر از همیلتون قرار دارد. رقابت بین این دو راننده به اوج خود رسیده‌است و روزبرگ اعلام کرده که به هیچ وجه رقابت با همیلتون را تمام شده نمی‌داند.
در آخرین گرندپری فصل در ابوظبی امارات، رزبرگ با کسب مقام دوم توانست با ۵ امتیاز بیشتر نسبت به همیلتون، قهرمان فصل ۲۰۱۶ فرمول یک شود. او پس از قهرمانی فصل در روز ۲ دسامبر ۲۰۱۶ در مصاحبه‌ای اعلام کرد که از دنیای فرمول ۱ خداحافظی می‌کند.